# Liste von Persönlichkeiten der Stadt Malmö
Die folgende Liste enthält die in Malmö geborenen sowie zeitweise lebenden Persönlichkeiten, chronologisch aufgelistet nach dem Geburtsjahr. Die Liste erhebt keinen Anspruch auf Vollständigkeit.

## In Malmö geborene Persönlichkeiten

### Bis 1900
- Caspar Bartholin der Ältere (1585–1629), Universalgelehrter
- Carl Mörner af Morlanda (1658–1721), Feldmarschall
- Rutger Fuchs (1682–1753), Generalmajor
- Alexander Roslin (1718–1793), Maler
- Henric Schartau (1757–1825), Pastor und Prediger
- Henrik Reuterdahl (1795–1870), Kirchenhistoriker und Bischof
- Theodor von Wedderkop (1802–1887), Jurist und Schriftsteller
- Gustaf Carleman (1821–1911), Maler und Fotopionier
- Hilda Sjölin (1835–1915), Fotopionierin
- Hans-Hugold von Schwerin (1853–1912), Entdecker und Afrikaforscher
- Carl Möller (1857–1933), Architekt
- John Erik Kruse (1865–1914), Kunsthistoriker
- Albin Walter Norblad (1881–1960), Politiker
- Torsten Friis (1882–1967), Offizier, Generalleutnant
- Oswald Holmberg (1882–1969), Turner
- Axel Lindqvist (1882–1959), Sprach- und Literaturwissenschaftler, Germanist und Lektor
- Carl Holmberg (1884–1909), Turner
- Gustaf Malmström (1884–1970), Ringer
- Gustav Möller (1884–1970), Politiker und Minister
- Lukas Nielsen (1884–1964), dänischer Turner
- Per Albin Hansson (1885–1946), Politiker
- Arvid Holmberg (1886–1958), Turner
- Anders Ahlgren (1888–1976), Ringer
- John Sörenson (1889–1976), Turner
- Gustaf Johnsson (1890–1959), Turner und Diplomat
- Herman Dahlbäck (1891–1968), Ruderer
- Ernst Nilsson (1891–1971), Ringer
- Ture Rosvall (1891–1977), Ruderer
- Gunnar Asther (1892–1974), Segler
- Arvid Lindau (1892–1958), Pathologe
- Göte Turesson (1892–1970), Botaniker und Evolutionsbiologe
- Leo Wilkens (1893–1967), Ruderer
- Carl Westergren (1895–1958), Ringer
- Åke Bergman (1896–1941), Schwimmer
- Arvid Berghman (1897–1961), Heraldiker und Versicherungsbeamter
- Sune Malmström (1897–1961), Tennisspieler und Golfer
- Frans Möller (1897–1995), Schwimmer
- Hjalmar Gullberg (1898–1961), Dichter
- Eric Persson (1898–1984), Sportfunktionär
- Baltzar von Platen (1898–1984), Erfinder
- Orvar Trolle (1900–1971), Schwimmer

### 1901 bis 1930
- Gulli Ewerlund (1902–1985), Schwimmerin
- Eskil Lundahl (1905–1992), Schwimmer
- Nils Västhagen (1906–1965), Professor für Betriebswirtschaftslehre
- Birgit Åkesson (1908–2001), Tänzerin, Choreographin, Tanzpädagogin und Tanzforscherin
- Nils Poppe (1908–2000), Schauspieler, Regisseur und Theaterdirektor
- Gunnar Norrman (1912–2005), Maler und Grafiker
- Ingegerd Polfeldt (1912–1997), Kunsthistorikerin
- Sonja Sonnenfeld (1912–2010), Schauspielerin und Menschenrechtlerin
- Carsten Ström (1913–1995), Künstler, Kinderbuchautor, Grafiker und Keramiker
- Egon Svensson (1913–1995), Ringer
- Bertil Sjöberg (1914–1999), Maler
- Ebbe Grims-land (1915–2015), Bratschist, Mandolinsolist und Komponist
- Ove Karlsson (1915–1982), Fußballspieler
- Ove Andersson (1916–1983), Fußballspieler
- Sixten Ehrling (1918–2005), Dirigent
- Siegfried Naumann (1919–2001), Komponist
- Ingvar Gärd (1921–2006), Fußballnationalspieler und -trainer
- Erik Nilsson (1916–1995), Fußballspieler
- Magnus von Platen (1920–2002), Literaturwissenschaftler, Schriftsteller und Übersetzer
- Egon Jönsson (1921–2000), Fußballspieler und -trainer
- Kjell Rosén (1921–1999), Fußballspieler und -funktionär
- Lennart Strand (1921–2004), Leichtathlet
- Brita Malmer (1925–2013), Archäologin
- Vivianna Torun Bülow-Hübe (1927–2004), Schmuckdesignerin
- Karl-Erik Palmér (1929–2015), Fußballspieler
- Bo Widerberg (1930–1997), Filmregisseur, Drehbuchautor und Filmeditor

### 1931 bis 1940
- Hans Alfredson (1931–2017), Komiker, Regisseur, Schriftsteller und Schauspieler
- Anita Ekberg (1931–2015), Schauspielerin
- Jan Troell (* 1931), Filmregisseur, Kameramann, Drehbuchautor und Filmeditor
- Håkan Serner (1933–1984), Schauspieler
- Östen Warnerbring (1934–2006), Sänger und Komponist
- Björn Olof Roos (1937–2010), Chemiker und Hochschullehrer
- Leif Silbersky (1938–2024), Strafverteidiger und Schriftsteller
- Ingvar Svahn (1938–2008), Fußballspieler
- Leo Nilsson (* 1939), Komponist, Pianist, Organist und Kammermusiker
- Arnold Östman (1939–2023), Dirigent und Musikmanager
- Herman Schmid (1939–2021), Soziologe, Friedensforscher und Politiker
- Lars Sjöström (* 1939), Fußballspieler
- Ola Billgren (1940–2001), Künstler
- Carl Magnusson (* 1940), Industriedesigner, Erfinder und Dozent

### 1941 bis 1950
- Ulf Hannerz (* 1942), Professor für Sozialanthropologie
- Krister Kristensson (1942–2023), Fußballspieler
- Christer Persson (* 1943), Schriftsteller
- Mona Seilitz (1943–2008), Schauspielerin, Synchronsprecherin und Moderatorin
- Bo Larsson (1944–2023), Fußballspieler
- Kristina Larsson (* 1944), Schwimmerin
- Martin Lind (* 1944), lutherischer Bischof
- Frans Sjöström (1944–2023), Jazzmusiker
- Mats Ek (* 1945), Tänzer, Choreograf und Regisseur
- Bertil Mårtensson (1945–2018), Science-Fiction- und Krimi-Autor und Philosoph
- Mats Wahl (1945–2025), Schriftsteller
- Jacques Werup (1945–2016), Musiker, Schriftsteller, Dichter, Bühnenkünstler und Drehbuchautor
- Kerstin Palm (* 1946), Florettfechterin
- Jan Jönson (* 1947), Schauspieler und Regisseur
- Staffan Tapper (* 1948), Fußballspieler
- Roy Andersson (* 1949), Fußballspieler
- Ronnie Hellström (1949–2022), Fußballtorhüter
- Roland Andersson (* 1950), Fußballspieler
- Tore Cervin (* 1950), Fußballspieler

### 1951 bis 1960
- Gunnar Larsson (* 1951), Schwimmer
- Lars-Erik Skiöld (1952–2017), Ringer
- Jan Möller (* 1953), Fußballspieler
- Eva Brunne (* 1954), Bischöfin
- Per Nilsson (* 1954), Schriftsteller
- Karl-Gustav Richter (* 1954), Eishockeyspieler
- Ale Möller (* 1955), Multiinstrumentalist, Folk- und Weltmusiker und Komponist
- Kristine Tånnander (* 1955), Siebenkämpferin
- Dan Stråhed (* 1956), Sänger und Songschreiber
- Harry Schüssler (* 1957), Schachspieler
- Madleen Kane (* 1958), Disco-Sängerin und ehemaliges Model
- Jan Henrik Swahn (* 1959), Schriftsteller und Übersetzer
- Mats Olsson (* 1960), Handballspieler und -trainer
- Robert Prytz (* 1960), Fußballspieler

### 1961 bis 1970
- Anders Bergcrantz (* 1961), Jazztrompeter
- Håkan Hardenberger (* 1961), Trompeter
- Ronny Olsson (* 1961), Mittelstreckenläufer
- Stellan Brynell (* 1962), Schachspieler
- Jonny Jakobsen (* 1963), Eurodance-Sänger
- Jan Hedengård (* 1963), Volleyballspieler
- Mikael Pernfors (* 1963), Tennisspieler
- Maria Bengtsson (* 1964), Badmintonspielerin
- Jonny Hector (* 1964), Schachspieler
- Mikael Andersson (* 1966), Eishockeyspieler
- Jonnie Fedel (* 1966), Fußballspieler
- Malin Hartelius (* 1966), Opernsängerin
- Roger Nordström (* 1966), Eishockeytorhüter
- Roger Öhman (* 1967), Eishockeyspieler
- Eva von Bahr (* 1968), Maskenbildnerin und Friseurin
- Niklas Hede (* 1969), Eishockeyspieler
- Lukas Moodysson (* 1969), Schriftsteller und Regisseur
- Stefan Schwarz (* 1969), Fußballspieler
- Martin Andreasson (* 1970), Politiker und Autor
- Adrian Erlandsson (* 1970), Schlagzeuger
- Pia Fridhill (* 1970), Sängerin
- Tiger Hillarp Persson (* 1970), Schachspieler

### 1971 bis 1980
- Andrée Jeglertz (* 1972), Fußballspieler
- Tobias Billström (* 1973), Politiker
- Armand Krajnc (* 1973), Boxer
- Malin Nilsson (* 1973), Schwimmerin
- Lasse Lindh (* 1974), Indiepop-Musiker
- Johan Hellsten (* 1975), Schachmeister
- Jesper Mattson (* 1975), Eishockeyspieler
- Daniel Cirera (* 1976), Sänger und Komponist
- Daniel Erlandsson (* 1976), Schlagzeuger
- Peter Häggström (* 1976), Weitspringer und Sportjournalist
- Kim Johnsson (* 1976), Eishockeyspieler
- Elisabet Strid (* 1976), Opernsängerin
- Jimisola Laursen (* 1977), Sprinter
- Daniel Majstorović (* 1977), Fußballspieler
- Mattias Andersson (* 1978), Handballtorhüter
- Olof Persson (* 1978), Fußballspieler
- Jimmy Björkstrand (* 1979), Goalballspieler
- Dalibor Doder (* 1979), Handballspieler
- Christian Wilhelmsson (* 1979), Fußballspieler
- Matías Concha (* 1980), Fußballspieler
- Martin Gustavsson (* 1980), Schwimmer
- Kristian Haynes (* 1980), Fußballspieler
- Anna-Karin Kammerling (* 1980), Schwimmerin
- Jimmy Tamandi (* 1980), Fußballspieler

### 1981 bis 1990
- Andreas Hourdakis (* 1981), Jazz- und Fusionmusiker
- Zlatan Ibrahimović (* 1981), Fußballspieler
- Andreas Vinciguerra (* 1981), Tennisspieler
- Marcus Öberg (* 1982), Thaiboxer und K-1-Kämpfer
- Markus Rosenberg (* 1982), Fußballspieler
- Betty Dittrich (* 1984), Popsängerin und Songwriterin
- Carl Söderberg (* 1985), Eishockeyspieler
- Katarina Timglas (* 1985), Eishockeyspielerin
- Rasmus Bengtsson (* 1986),  Fußballspieler
- Nick Lindahl (* 1988), schwedisch-australischer Tennisspieler
- Anes Mravac (* 1989), Fußballspieler
- Robin Olsen (* 1990), Fußballspieler

### 1991 bis 2000
- Adrian Granat (* 1991), Boxsportler
- Richard Magyar (* 1991), Fußballspieler
- Marcus Nilsson (* 1991), Zehnkämpfer
- Oscar Lewicki (* 1992), Fußballspieler
- Julia Ragnarsson (* 1992), Schauspielerin
- Valon Berisha (* 1993), norwegischer Fußballspieler
- Leyla Güngör (* 1993), Fußballnationalspielerin
- Filip Helander (* 1993), Fußballspieler
- Paweł Cibicki (* 1994), schwedisch-polnischer Fußballspieler
- Daniel Lundh (* 1994), französisch-schwedischer Schauspieler und Schriftsteller
- Petar Petrovic (* 1995), Fußballspieler
- Rasmus Andersson (* 1996), Eishockeyspieler
- Astrit Selmani (* 1997), Fußballspieler
- Mattias Andersson (* 1998), Fußballspieler
- Dennis Hadžikadunić (* 1998), Fußballspieler
- Marko Johansson (* 1998), Fußballtorhüter
- Anel Ahmedhodžić (* 1999), Fußballspieler
- Mattias Svanberg (* 1999), Fußballspieler
- Laorent Shabani (* 1999), schwedisch-albanischer Fußballspieler

### Ab 2001
- Amel Mujanic (* 2001), Fußballspieler
- Amin Sarr (* 2001), Fußballspieler
- Bobi Klintman (* 2002), Basketballspieler
- Markus Björkqvist (* 2003), Fußballspieler
- Erik Erlandsson (* 2004), Sprinter

## Bekannte Einwohner von Malmö
- Jörgen Kock (1487–1556), Bürgermeister von Malmö
- Hans Christensen Sthen (1544–1610), Pfarrer an St. Petri (1583–1607), Schriftsteller
- Ortrud Mann (1917–2006), Dirigentin
- Signe Persson-Melin (1925–2022), Designerin
- Mikael Wiehe (* 1946), Musiker
- Thomas von Scheele (* 1969), Tischtennisspieler
- Nina Persson (* 1974), Musikerin
- Die Mitglieder der Band Royal Republic, Alternative-Rock-Band
- Nicolas Lunabba (* 1981), Sozialarbeiter und Schriftsteller